# Saprinus calatravensis
Saprinus calatravensis es una especie de escarabajo del género Saprinus, familia Histeridae. Fue descrita científicamente por Fuente en 1899.
Se distribuye por Asia. Se encuentra sobre carroña de tamaño pequeño y mediano. Prefiere paisajes xerófilos y suelos arenosos.